# Sylvester (Virgínia de l'Oest)
Sylvester és una població dels Estats Units a l'estat de Virgínia de l'Oest. Segons el cens del 2000 tenia 195 habitants.

## Demografia
Segons el cens del 2000, Sylvester tenia 195 habitants, 84 habitatges, i 66 famílies. La densitat de població era de 289,6 habitants per km².
Dels 84 habitatges en un 26,2% hi vivien nens de menys de 18 anys, en un 63,1% hi vivien parelles casades, en un 8,3% dones solteres, i en un 21,4% no eren unitats familiars. En el 20,2% dels habitatges hi vivien persones soles el 15,5% de les quals corresponia a persones de 65 anys o més que vivien soles. El nombre mitjà de persones vivint en cada habitatge era de 2,32 i el nombre mitjà de persones que vivien en cada família era de 2,65.
Per edats la població es repartia de la següent manera: un 18,5% tenia menys de 18 anys, un 4,6% entre 18 i 24, un 23,1% entre 25 i 44, un 29,7% de 45 a 60 i un 24,1% 65 anys o més.
L'edat mediana era de 48 anys. Per cada 100 dones de 18 o més anys hi havia 82,8 homes.
La renda mediana per habitatge era de 35.625 $ i la renda mediana per família de 47.000 $. Els homes tenien una renda mediana de 41.667 $ mentre que les dones 25.000 $. La renda per capita de la població era de 24.420 $. Entorn del 10,7% de les famílies i el 7,7% de la població estaven per davall del llindar de pobresa.

## Poblacions més properes
El següent diagrama mostra les poblacions més properes.